# Shôgorô Nishimura
Shôgorô Nishimura (西村昭五郎?, Nishimura Shōgorō; Shiga, 18 gennaio 1930 – Hachinohe, 1º agosto 2017) è stato un regista giapponese.

## Biografia
Muore di polmonite il 1º agosto 2017, nella città di Hachinohe, della prefettura di Aomori, in Giappone.

## Filmografia parziale

### Regista

#### Cinema
- Moeru Tairiku (1968)
- Cruel Female Love Suicide (1970)
- Apartment Wife: Affair In the Afternoon (1971)
- Affair at Twilight (1972)
- Drifter's Affair (1972)
- Sigh of Roses (1972)
- Apartment Wife: Secret Rendezvous (1972)
- White Skin Glimmering In the Darkness (1972)
- Apartment Wife: Afternoon Bliss (1972)
- Love Affair Exposed (1972)
- Afternoon Affair: Rear Window (1972)
- Confessions of an Adolescent Wife: Shocking! (1973)
- Confessions of an Adolescent Wife: Climax! (1973)
- Apartment Wife: Playing with Fire (1973)
- Injū no yado (1973)
- Sex-Crime Coast: School of Piranha (1973)
- Wandering Seagull: Night In Kushiro (1973)
- Apartment Wife: Afternoon Seduction (1974)
- Gypsy Rose: A Docu-Drama (1974)
- Hihon: midaregumo (1974)
- Karūserumaki: yoru wa watashi o nurasu (1974)
- Morning Frenzy (1974)
- Secret Book: Peeled Egg (1975)
- New Apartment Wife: Prostitution In Building #113 (1975)
- Red Light Tobita Brothel (1975)
- Trembling (1975)
- New Lesbian World: Rapture (1975)
- Lady Ecstasy: Pleasure Profound (1976)
- Apartment Wife: Flesh Financing (1976)
- Cage of Lust: Wives' Afternoon (1976)
- Exposure: Call Girl's Testimony (1976)
- Midsummer Night's Affair: Bliss (1976)
- Lusty Wife: Temptation of Flesh (1976)
- Tissue Paper By the Geisha's Pillow (1977)
- The Red Petal Is Wet (1977)
- Lady Black Rose (1978)
- Rope Cosmetology (1978)
- Rope and Skin (Dan Oniroku nawa to hada, 1979)
- Tokyo eros senya ichiya (1979)
- Uno Koichiro no nurete modaeru (1980)
- Dan Oniroku hakui nawa jigoku (1980)
- Tanshin funin: Niizuma no himitsu (1980)
- Kangofu nikki: Waisetsu na karute (1980)
- Naku onna (1980)
- Dan Oniroku bara jigoku (1980)
- Uno Koichiro no Shûdôin Fuzoku Joshi-ryô (1981)
- Seifuku taiken torio: Watashi uregoro (1981)
- Uno Koichiro no Hiraite Utsushite (1981)
- Aiyoku seikatsu: Yoru yo nurashite (1981)
- Dan Oniroku: Onna kyôshi nawa jigoku (1981)
- Iro wa sêrâ-fuku (1981)
- Bishimai: Okasu (1982)
- Madam Scandal: 10-byo shinasete (1982)
- Kagami no naka no etsuraku (1982)
- Renzoku boko: hakuchu no inmu (1982)
- Anne no komori uta (1982)
- Hoteru hime (1983)
- Shunga (1983)
- Chikubi ni piasu o shita onna (1983)
- Iro zange (1983)
- Koyamu (1983)
- Onna kyôshi wa nido okasareru (1983)
- Shunjômu (1984)
- Fujun na kankei (1984)
- Marumo Jun no Chijo Densetsu (1984)
- Danchizuma: New Town Kinryô-ku (1984)
- Ran no nikutai (1984)
- Kôkô kyôshi: Seijuku (1985)
- Uno Koichiro no momosaguri (1985)
- Hana to hebi: Jigoku-hen (1985)
- Onna ginko-in: Boko Office (1985)
- Hana to hebi: Shiiku-hen (1986)
- Akai Kinryôku: Hardcore no Yoru (1986)
- Dan Oniroku hebi to muchi (1986)
- Hana to hebi: Hakui nawa dorei (1986)
- Dan Oniroku ikenie shimai (1987)
- Oishii Onna-tachi (1987)

#### Televisione
- Meitantei Kindaichi Kôsuke Series 5: Shikamen - film TV (1986)
- Fushichô: Kindaichi Kôsuke no kessaku suiri - film TV (1988)
- Endoresu naito - film TV (1990)

### Attore
- Eroticna kankei, regia di Yasuharu Hasebe (1978)
- Jitsuroku irogotoshi: The Gigolo, regia di Kôyû Ohara (1982)
- Roman poruno densetsu 1971-1988 - documentario TV (2009)
- Pinku Eiga: Inside the Pleasure Dome of Japanese Erotic Cinema, regia di Yves Montmayeur - documentario (2011)